# روجر سي. بيس
روجر سي. بيس هو محرر وسياسي أمريكي، ولد في 19 مايو 1899 في غرينفيل في الولايات المتحدة، وتوفي بنفس المكان في 20 أغسطس 1968. نشط حزبياً في الحزب الديمقراطي. وقد انتخب عضو مجلس الشيوخ الأمريكي ‏ عن دائرة South Carolina Class 2 senate seat ‏ وقد انضم خلال فترته النيابية ‏ (5 أغسطس 1941 – 4 نوفمبر 1941) للكتلة البرلمانية الحزب الديمقراطي وانتخب عضو مجلس الشيوخ الأمريكي ‏.